# 法比奥·卡纳瓦罗
法比奧·卡納瓦羅（義大利語：Fabio Cannavaro，1973年9月13日—），退役意大利職業足球員，意大利足球傳奇巨星之一。司職後衛。退役后担任教练。
卡纳瓦罗在球员时代曾先后效力于那不勒斯、帕尔玛、国际米兰、尤文图斯、皇家马德里和阿爾阿赫利。卡纳瓦罗从1997年至2010年代表意大利國家足球隊出场136次，其中在2002年至2010年担任国家队队长。2006年，卡纳瓦罗带领意大利队获得了世界杯冠军，同年他获得了欧洲金球奖和世界足球先生的荣誉。2011年，卡纳瓦罗宣布退役。
2014年，卡纳瓦罗宣布出任广州恒大执行主教练一职。2015年6月4日，广州恒大宣布卡纳瓦罗不再继续担任球队执行主教练，由斯科拉里继任。2016年2月12日，沙特职业足球联赛俱乐部阿尔纳斯尔通过官方Twitter宣布与卡纳瓦罗解除合同，这次执教经历仅持续了不到4个月。2016年6月9日至2017年11月6日，卡纳瓦罗担任天津权健主帅，执教首个赛季带领球队获得中甲冠军升入中超联赛，次年率队获得亚冠资格。2017年11月9日，卡纳瓦罗重回广州恒大淘宝。在2019年中国杯的两场赛事中，卡纳瓦罗代理主教练执教中国足球国家队，但皆以一球告负。4月28日，卡纳瓦罗宣布放弃中国男足主教练职位。2019年10月28日，卡纳瓦罗因参加“企业文化学习班”，暂时中止主教练职务，期间由队长郑智代为执行主教练职责，直至11月3日恢复职务。2021年9月28日，广州队正式和卡纳瓦罗解约。

## 俱乐部生涯

### 那不勒斯
卡纳瓦罗于1973年9月13日出生于意大利那不勒斯，父亲是银行职员，而母亲则是女佣，而弟弟保罗·卡纳瓦罗日后也和他一样成为了职业球员.。在卡纳瓦罗12岁时，他被那不勒斯的球探相中，得以加入了自己儿时就支持的球队。
卡纳瓦罗在少年时经常作为那不勒斯的球童出现在球场。在成年后卡纳瓦罗进入了一线队，开始和马拉多纳等球星一起训练。卡纳瓦罗在和这些大牌球星的对抗时毫不怯场，甚至一次在训练中凶狠的放倒了马拉多纳，这一举动随即引来了那不勒斯球员和教练的斥责，而马拉多纳却鼓励年少的卡纳瓦罗应该保持勇猛和自信的风格。
1993年3月7日，不满20岁的卡纳瓦罗第一次代表那不勒斯一线队出场，对手是尤文图斯。从1993/94赛季开始，卡纳瓦罗已经成为了球队的主力中后卫。但是卡纳瓦罗在那不勒斯一线队只效力了两个完整赛季，因为那不勒斯队财政拮据，只好在1995年夏天把这位意大利最有前途的后防新星转卖给帕尔玛。至此卡纳瓦罗的那不勒斯生涯正式结束，他共代表球队在联赛出场58次，攻入1球。

### 帕尔玛
帕尔玛是当时意甲中的一支强队，球队后防线拥有数位意大利国脚级球员，包括罗伯托·穆西、洛伦佐·米诺蒂、安东尼奥·贝纳里沃、路易吉·阿波洛尼、辛仙尼等人，但卡纳瓦罗很快就在帕尔玛争取到了主力位置。卡纳瓦罗在第一个赛季为帕尔马出场35次，打进1球。1996年，法国后卫图拉姆加盟了帕尔马，而当时年仅18岁的门将布冯也在帕尔马一线队脱颖而出，他们和卡纳瓦罗一起组成了意甲联赛著名的后防铁三角。1996/97赛季，帕尔马一度有希望获得意甲联赛冠军，但最终以两分之差屈居尤文图斯之后获得亚军，这是卡纳瓦罗在帕尔玛效力期间离联赛冠军最近的赛季。之后的数个赛季，帕尔马在意甲联赛难以更进一步。1998/99赛季则是帕尔玛历史上最辉煌的赛季，球队获得了欧洲联盟杯和意大利杯的双冠王，并且在第二个赛季击败AC米兰，获得了意大利超级杯冠军。1999年，卡纳瓦罗的弟弟保罗也追随他的足迹，从那不勒斯转会至帕尔马。
2000/01赛季，卡纳瓦罗率队再次杀入意大利杯决赛，但负于佛罗伦萨。2001/02赛季，帕尔玛卷土重来，最终击败尤文图斯获得了意大利杯的冠军。但此时的帕尔玛因为财政拮据，已经流失了克雷斯波、贝隆、图拉姆、布冯、基耶萨等主力球星，卡纳瓦罗最终也在2002年夏天被套现，以2300万欧元的身价加盟了国际米兰。

### 国际米兰
2002年夏天，卡纳瓦罗与国际米兰签下了四年合约，但此时的国米正处多事之秋。球队头号球星罗纳尔多执意离队加盟了皇家马德里，而卡纳瓦罗在帕尔马时期的队友克雷斯波则从拉齐奥加盟而来以顶替罗纳尔多的位置。在2002/03赛季，国际米兰在联赛中表现不佳，以较大分差落后于尤文图斯屈居亚军。而在欧冠赛场上，国际米兰一路闯入了四强，但在半决赛负于AC米兰。2003/04赛季，卡纳瓦罗遭遇伤病困扰，联赛仅仅出场22次，国际米兰也只得了联赛第四名，欧冠小组赛就宣告出局。2004年夏天，卡纳瓦罗的国米生涯宣告结束，他被球队以1000万欧元的低价卖到了尤文图斯。卡纳瓦罗在国际米兰的两个赛季联赛总共出场50次打进两球，而这两年是卡纳瓦罗职业生涯的低谷期，国米也成为了他最不喜欢的球队。

### 尤文图斯
加盟尤文图斯使得卡纳瓦罗迎来了转机，他在帕尔马时期的后防搭档布冯、图拉姆已经在三年前加盟了这支球队，卡纳瓦罗很快恢复到了巅峰状态。在2004/05赛季和2005/06赛季，卡纳瓦罗代表尤文图斯在各项比赛中出场94次，攻入7球，帮助尤文图斯连续两个赛季获得了意甲联赛冠军，而他本人也连续获得了意甲联赛年度最佳后卫的荣誉。但是在2006年，电话门事件曝光，尤文图斯的2004/05赛季和2005/06的冠军头衔被取消，并被迫降入乙级联赛，卡纳瓦罗不得不做出职业生涯的另一抉择。
2006年夏天，卡纳瓦罗率领意大利队获得了世界杯冠军，他的去向舆论关注的焦点。在确定尤文图斯无缘2006/07赛季的欧冠比赛后，卡纳瓦罗决定离开尤文图斯，追随卡佩罗前往皇家马德里。卡纳瓦罗做出此决定是因为他不希望在职业生涯的最后几年委身于乙级联赛，與及不希望自己的高額薪酬成為球隊的財政負擔，而与他一同加盟皇马的还有埃莫森。而尤文图斯的球迷对卡纳瓦罗此举则非常失望，很多球迷从此认定卡纳瓦罗是叛徒，并在2008年卡纳瓦罗代表皇马做客尤文图斯比赛时给予他巨大的嘘声。

### 皇家马德里

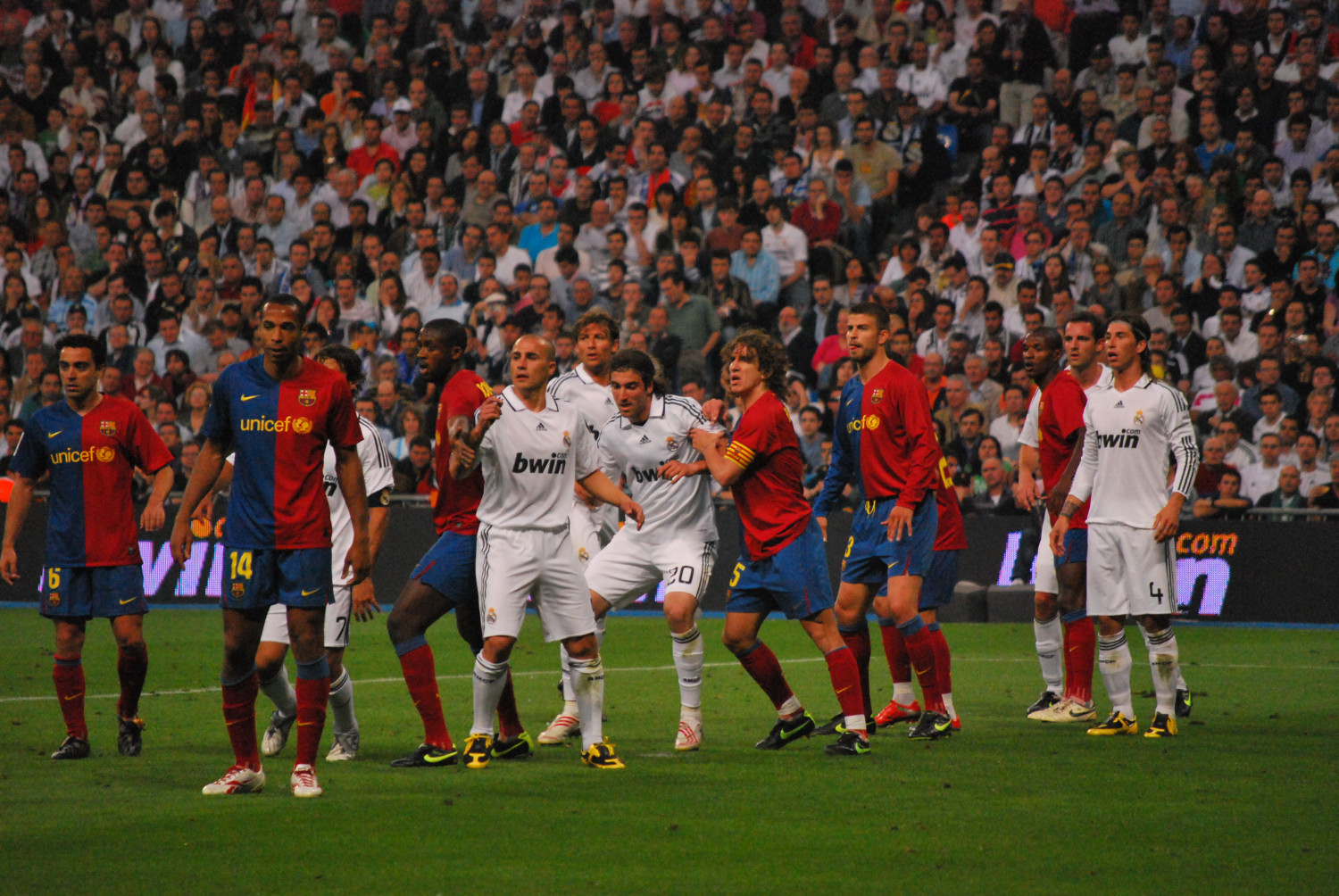
卡纳瓦罗在与巴塞罗那队的比赛中

2006年夏天，刚刚成为了意大利第四位世界杯冠军队长的卡纳瓦罗以700万欧元的身价加盟了皇家马德里，他穿上了齐达内留下的皇马5号球衣。
卡纳瓦罗在皇家马德里效力了三个赛季，其中在2006/07赛季和2007/08赛季以主力中卫帮助球队连续夺得了西甲联赛冠军。在2008/09赛季，卡纳瓦罗已经疲态尽显，他在面对梅西和托雷斯等速度型球员时明显力不从心。而皇马在主场对阵巴塞罗那和客场对阵利物浦的重要比赛中均以惨败收场，卡纳瓦罗领衔的后防线成为了众矢之的。2009年5月10日，卡纳瓦罗宣布将在2009年6月合同结束后重返尤文图斯。但是即便如此，在卡纳瓦罗最后一次代表皇马出场时，他还是得到了伯纳乌球场球迷的集体起立鼓掌致敬。2013年4月，卡纳瓦罗入选了由马卡报评选的皇家马德里历史最佳外援阵容11人。

### 重返尤文图斯
2009年，卡纳瓦罗时隔三年重返尤文图斯，尽管有极端球迷曾试图阻止他的回归，但他最终还是与尤文图斯签下了一年的合同。卡纳瓦罗在联赛开局阶段表现不俗，球队防守也保持较好状态。但是在2009年入冬以后，尤文图斯的战绩便每况愈下，卡纳瓦罗随即也遭遇伤病困扰，状态也难以恢复。尤文图斯最终仅仅获得联赛第七名，欧冠小组赛即遭出局。在欧联杯八分之一决赛尤文图斯对阵富勒姆的第二回合比赛中，卡纳瓦罗在尤文图斯在客场1-0领先富勒姆的情况下领到两张黄牌被罚下，使得少一人作战的尤文图斯1-4惨败于富勒姆并被对手淘汰，卡纳瓦罗的表现受到了球迷的猛烈批评，至此他和尤文图斯球迷的关系降至了冰点。在此情况下，尤文图斯在2010年决定不再和卡纳瓦罗续约.。而此时的卡纳瓦罗在欧洲已经难寻下家，甚至连家乡球队那不勒斯也拒绝了他的回归意愿。

### 阿爾阿赫利
2010年6月2日，卡纳瓦罗宣布以自由转会的方式加盟阿联酋的阿爾阿赫利俱乐部，双方签下了两年的合同
卡纳瓦罗在这支阿联酋球队出场16次，打进两球。2011年7月，卡纳瓦罗宣布因为严重的膝伤而退役，结束了球员生涯。
在卡纳瓦罗从阿赫利退役一年后，有消息宣布他将加入印度联赛球队西里古里。卡纳瓦罗被西里古里队以83万美元买下，比他的 "底价 "多出5万美元。然而，该联赛从未参加比赛，卡纳瓦罗一直处于退休状态。

## 国家队

### 早期
从1990年代开始，卡纳瓦罗入选了意大利各级青年国家队，随队参加了两届U-21欧青赛并随队获得冠军。1996年，卡纳瓦罗入选了意大利国奥队，并随队参加了亚特兰大奥运会。
1997年1月22日，卡纳瓦罗在意大利对阵北爱尔兰的友谊赛中首次代表意大利成年国家队出场。而他第一次引起世界关注的则是1997年2月12日，在世界杯欧洲区预选赛意大利在温布利球场挑战英格兰的比赛中，卡纳瓦罗成功冻结了英格兰队队长、当时世界最佳前锋之一阿兰·希勒，帮助意大利客场击败了英格兰队，并且一举奠定了自己国家队主力中卫的位置。

### 国家队主力
1998年世界杯是卡纳瓦罗第一次代表国家队参加世界大赛，卡纳瓦罗的搭档包括贝尔戈米、科斯塔库塔、马尔蒂尼和内斯塔。卡纳瓦罗作为意大利队的主力中卫打满了全部五场比赛，并且表现出色。在对阵法国队的四分之一决赛中，卡纳瓦罗被法国队前锋吉瓦什击中面部鲜血直流，但在经过简单包扎后依然坚持比赛。最终意大利在点球大战中被法国淘汰出局。
2000年欧洲杯是卡纳瓦罗参加的第二次大赛，此次比赛意大利由佐夫领军，球队采用了352阵型，卡纳瓦罗被安排在了右中卫的位置上，而他的搭档则是内斯塔、尤利亚诺和马尔蒂尼，门将则是临时顶替布冯出战的托尔多。意大利队在小组赛和淘汰赛中一路过关，五场比赛中仅失两球，卡纳瓦罗等人组成的后防线居功至伟。其中在对阵如日中天的荷兰队时，球队更是顶住了克鲁伊维特、博格坎普、奥维马斯等人的轮番冲击，最终依靠托尔多的神奇发挥在点球大战中淘汰对手。在对阵法国的决赛中，意大利早早取得领先后开始稳守反击，卡纳瓦罗也一直表现稳健。但是在比赛伤停补时阶段，卡纳瓦罗在一次头球解围时出现失误，导致法国队的维尔托德打进了扳平比分的一球，将比赛拖入了加时赛。随后在加时赛中，特雷泽盖打进致胜金球，意大利队遗憾的屈居亚军。尽管如此，卡纳瓦罗仍然被认为是当届比赛中表现最出色的球员之一，并且被选入了当届赛事的最佳阵容。
2002年世界杯，卡纳瓦罗依旧和内斯塔搭档出任主力中卫。但是内斯塔在小组赛对阵克罗地亚的比赛中受伤离场，而卡纳瓦罗在对阵厄瓜多尔和墨西哥的比赛中连续得到黄牌而累积停赛。意大利队艰难的从小组赛出线，但在八分之一决赛那场富有争议的比赛中被韩国淘汰。
2002年世界杯后，马尔蒂尼宣布退出国家队，卡纳瓦罗被任命为新一任意大利国家队队长。2004年5月30日，卡纳瓦罗在意大利4-0击败突尼斯的比赛中打进了自己的国家队首球。但是随后到来的2004年欧洲杯，意大利的结果仍然令人失望。首次以队长身份参加大赛的卡纳瓦罗在对阵丹麦和瑞典的比赛中均得到黄牌，因而无缘第三场小组赛对阵保加利亚的比赛，而意大利也仅仅取得一胜两平的战绩，因丹麦和瑞典最后一轮打出神奇的2比2，使得意大利因相互对战进球数少而在小组赛即被淘汰。

### 2006世界杯

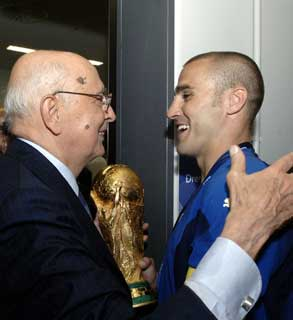
簡拿華路帶著2006年世界盃冠軍獎盃回到意大利,受到時任意大利總統喬治·納波利塔諾歡迎

2004年欧洲杯后，里皮接任意大利队主教练，卡纳瓦罗继续担任队长。2006年世界杯，卡纳瓦罗迎来了自己职业生涯的巅峰。他在赛事中的后防搭档是内斯塔和布冯，而在内斯塔伤退后，马特拉齐成为了卡纳瓦罗的搭档。在这届比赛中，卡纳瓦罗领衔的后防线坚不可摧，意大利队在所参加的七场比赛中仅丢两球，其中一个是乌龙球、一个是齐达内罚入的点球。而卡纳瓦罗更是始终保持高水平发挥，而且在七场比赛中没有得到一张黄牌，卡纳瓦罗从此获得了一个绰号：新柏林墙。2006年7月9日，在意大利对阵法国的世界杯决赛中，卡纳瓦罗第100次代表意大利国家队出场，最终意大利队依靠点球大战击败法国队，第四次获得世界杯冠军，而卡纳瓦罗也成为了意大利历史上的第四位世界杯冠军队长。
作为2006年世界杯上最出彩的球星之一，卡纳瓦罗在赛后入选了世界杯最佳阵容，在世界杯最佳球员的评选中位列第二，仅次于齐达内。同时因为在世界杯上的发挥，卡纳瓦罗在2006年年底一举囊获了欧洲金球奖和世界足球先生的荣誉，完成了个人奖项的大满贯。

### 2006-2010
2006年以后，卡纳瓦罗的状态逐渐滑坡。卡纳瓦罗原本入选了意大利队参加2008年欧洲杯的大名单，但是在开赛前夕因为受伤而为甘贝里尼替代。
2009年联合会杯，卡纳瓦罗依然以国家队队长的身份带队出战，他在意大利对阵巴西的比赛中完成了自己在国家队的第127次出场，从此超越了马尔蒂尼，成为了代表意大利队出场次数最多的球员（而该记录目前已由布冯超越）。意大利队在该届比赛中表现不佳，小组赛以一胜两负的战绩出局。
2010年世界杯是卡纳瓦罗最后一次带领国家队征战大赛，而卡纳瓦罗和意大利队的表现均令人失望。球队最终以两平一负的战绩在小组赛即遭淘汰，卡纳瓦罗在赛事结束后宣布从国家队退役，结束了自己长达13年的国家队生涯。

## 教练生涯

### 阿爾阿赫利
2011年8月25日，刚刚结束球员生涯的卡纳瓦罗被阿爾阿赫利任命为俱乐部全球形象大使并兼任技术总监一职。随后他又出任了球队的一线队教练。
2014年，卡纳瓦罗曾经是接替齐达内出任皇家马德里助理教练的热门人选，但最终費蘭度·希亞路得到了这个职位。同年，在世界杯结束后，卡纳瓦罗亦有希望出任意大利国家队主教练一职，不过意大利足协选择了孔蒂。

### 广州恒大
2014年11月，卡纳瓦罗接替里皮成为广州恒大的执行主教练，开始其执教生涯。北京时间2015年6月4日，广州恒大淘宝足球俱乐部宣布卡纳瓦罗不再担任球队执行主教练的职务，由巴西人斯科拉里接任。2017年11月9日广州恒大宣布卡纳瓦罗重回球队执教。2021年9月28日被广州队解约。

### 艾納斯
2015年10月24日成為利雅得胜利主教練。但2016年2月11日，他被解僱。

### 天津权健
2016年6月9日，天津权健足球俱乐部宣布卡纳瓦罗正式与球队签约，取代卢森博格成为球队的新任主教练。2016年10月22日，率领天津权健夺得2016赛季中甲联赛冠军，升入2017赛季中超联赛。
2017赛季，天津权健发挥亮眼，曾两回合双杀当赛季联赛冠军广州恒大，最终球队获得联赛第三，获得参加下赛季亚冠联赛资格赛的资格，卡纳瓦罗当选该赛季中超联赛最佳教练，但在赛季结束后，卡纳瓦罗卸任主帅一职。

### 重返广州恒大淘宝
2017年11月9日，广州恒大淘宝宣布卡纳瓦罗重返球队，担任主教练一职。2019年10月27日，在恒大与河南建业的比赛结束后，恒大领先优势缩小；卡纳瓦罗应恒大集团指令，于翌日参加“企业文化学习班”，期间由队长郑智代为执行主教练职责。有媒体分析称，卡纳瓦罗可能面临“下课”的风险。而在事发后，中国足协也密切关注该情况，并与恒大俱乐部保持沟通。11月3日，广州恒大宣布卡纳瓦罗恢复担任主教练职务。2021年9月28日，广州队宣布与主教练卡纳瓦罗终止合约。

### 兼任中国国家足球集训队主教练
2019年3月15日，中国足协新闻办宣布卡纳瓦罗将作为“中国国家男子集训队”主教练带队参加中国杯比赛。由于国际上并无“国家集训队”的称谓，因此他实际上是中国国家队主教练。不过4月28日22时，他通过新浪微博宣布放弃中国男足主教练职位。

## 球风
卡纳瓦罗被认为是有史以来最出色的后卫之一，他也是少数获得了欧洲金球奖的后卫和唯一一名获得了世界足球先生的后卫。卡纳瓦罗在职业生涯的大部分时间出任中后卫，但他也可以胜任左右边后卫的角色。卡纳瓦罗拥有出众的抢断能力、卓越的防守站位、强壮的身体、极好的注意力和优秀的弹跳能力。尽管卡纳瓦罗身高只有一米七六，但出众的意识和弹跳足以弥补他的身高缺陷。卡纳瓦罗是一名典型的盯人中卫，他最擅长的是盯人及阻截地面进攻，他的铲断凶狠而精确，对进攻球员有极大的威慑力。此外卡纳瓦罗的防守覆盖面积很大，经常可以在大禁区外就抢先一步截断对方球路。卡纳瓦罗勇猛果断的球风使得他和高大稳健的内斯塔形成了互补。除此之外，卡纳瓦罗也以其顽强的意志力和优秀的领导能力著称。

## 个人生活
卡纳瓦罗的妻子是同样来自那不勒斯的丹妮埃拉（Daniela Arenoso） 他们于1996年6月17日结婚。婚后的他们有三个孩子，分别是出生于1999年的克里斯蒂安、出生于2001年的玛蒂娜和出生于2004年的安德烈。
卡纳瓦罗的弟弟保罗·卡纳瓦罗和他有着相似的足球履历，两人均司职中后卫，也都从从那不勒斯起步。2000年保罗从那不勒斯加盟了帕尔玛，和法比奥成为了队友。2006年保罗重返家乡球队那不勒斯，2014年加盟意甲的萨索罗。但和哥哥不同，保罗从来没有入选过意大利国家队。
卡纳瓦罗在踢球之余也投身于公益和慈善事业，2011年，卡纳瓦罗和同样来自那不勒斯的费拉拉一起成立了一个基金会，以资助那不勒斯的医疗机构从事癌症治疗和研究等事务。

## 职业生涯统计

### 国家队
| 意大利国家足球队 | 意大利国家足球队 | 意大利国家足球队 |
| 年份             | 出场             | 进球             |
| ---------------- | ---------------- | ---------------- |
| 1997             | 12               | 0                |
| 1998             | 11               | 0                |
| 1999             | 8                | 0                |
| 2000             | 14               | 0                |
| 2001             | 9                | 0                |
| 2002             | 12               | 0                |
| 2003             | 10               | 0                |
| 2004             | 6                | 1                |
| 2005             | 8                | 0                |
| 2006             | 15               | 0                |
| 2007             | 8                | 0                |
| 2008             | 8                | 1                |
| 2009             | 10               | 0                |
| 2010             | 5                | 0                |
| 总计             | 136              | 2                |

### 国家队比赛进球
| #  | 日期      | 场地           | 对阵     | 进球比分 | 最终比分 | 赛事   |
| -- | --------- | -------------- | -------- | -------- | -------- | ------ |
| 1. | 2004-5-30 | 突尼斯，拉德斯 | 突尼西亞 | 0–2      | 0–4      | 友谊赛 |
| 2. | 2008-2-6  | 瑞士，日内瓦   | 葡萄牙   | 2–0      | 3–1      | 友谊赛 |

### 俱乐部统计
| 俱乐部    | 俱乐部     | 俱乐部 | 联赛 | 联赛 | 国内杯赛     | 国内杯赛     | 洲际比赛 | 洲际比赛 | 总计 | 总计 |
| 赛季      | 球队       | 联赛   | 出场 | 进球 | 出场         | 进球         | 出场     | 进球     | 出场 | 进球 |
| 意大利    | 意大利     | 意大利 | 意甲 | 意甲 | 意大利杯     | 意大利杯     | 欧战     | 欧战     | 总计 | 总计 |
| --------- | ---------- | ------ | ---- | ---- | ------------ | ------------ | -------- | -------- | ---- | ---- |
| 1992–93   | 那不勒斯   | 意甲   | 2    | 0    | 1            | 0            | 0        | 0        | 3    | 0    |
| 1993–94   | 那不勒斯   | 意甲   | 27   | 0    | 2            | 0            | –        | –        | 29   | 0    |
| 1994–95   | 那不勒斯   | 意甲   | 29   | 1    | 4            | 0            | 3        | 0        | 36   | 1    |
| 1995–96   | 帕尔马     | 意甲   | 29   | 1    | 0            | 0            | 6        | 0        | 35   | 1    |
| 1996–97   | 帕尔马     | 意甲   | 27   | 0    | 1            | 0            | 2        | 0        | 30   | 0    |
| 1997–98   | 帕尔马     | 意甲   | 31   | 0    | 6            | 0            | 7        | 0        | 44   | 0    |
| 1998–99   | 帕尔马     | 意甲   | 30   | 1    | 7            | 0            | 8        | 0        | 45   | 1    |
| 1999–2000 | 帕尔马     | 意甲   | 31   | 2    | 3            | 0            | 9        | 1        | 43   | 3    |
| 2000–01   | 帕尔马     | 意甲   | 34   | 0    | 7            | 0            | 6        | 0        | 47   | 0    |
| 2001–02   | 帕尔马     | 意甲   | 31   | 1    | 5            | 0            | 9        | 0        | 45   | 1    |
| 2002–03   | 国际米兰   | 意甲   | 28   | 0    | 0            | 0            | 12       | 1        | 40   | 1    |
| 2003–04   | 国际米兰   | 意甲   | 22   | 2    | 3            | 0            | 9        | 0        | 34   | 2    |
| 2004–05   | 尤文图斯   | 意甲   | 38   | 2    | 0            | 0            | 9        | 1        | 47   | 3    |
| 2005–06   | 尤文图斯   | 意甲   | 36   | 4    | 2            | 0            | 9        | 0        | 47   | 4    |
| 西班牙    | 西班牙     | 西班牙 | 西甲 | 西甲 | 国王杯       | 国王杯       | 欧战     | 欧战     | 总计 | 总计 |
| 2006–07   | 皇家马德里 | 西甲   | 32   | 0    | 1            | 0            | 6        | 0        | 39   | 0    |
| 2007–08   | 皇家马德里 | 西甲   | 33   | 0    | 1            | 0            | 6        | 0        | 40   | 0    |
| 2008–09   | 皇家马德里 | 西甲   | 29   | 0    | 1            | 0            | 7        | 0        | 37   | 0    |
| 意大利    | 意大利     | 意大利 | 意甲 | 意甲 | 意大利杯     | 意大利杯     | 欧战     | 欧战     | 总计 | 总计 |
| 2009–10   | 尤文图斯   | 意甲   | 27   | 0    | 1            | 0            | 5        | 0        | 33   | 0    |
| 阿联酋    | 阿联酋     | 阿联酋 | 阿联 | 阿联 | 阿联酋总统杯 | 阿联酋总统杯 | 亚冠     | 亚冠     | 总计 | 总计 |
| 2010–11   | 阿爾阿赫利 | 阿联   | 16   | 2    | 0            | 0            | 0        | 0        | 16   | 2    |
| 国家      | 意大利     | 意大利 | 422  | 14   | 42           | 0            | 94       | 3        | 558  | 17   |
| 国家      | 西班牙     | 西班牙 | 94   | 1    | 3            | 0            | 19       | 0        | 116  | 0    |
| 国家      | 阿联酋     | 阿联酋 | 16   | 2    | 0            | 0            | 0        | 0        | 16   | 2    |
| 总计      | 总计       | 总计   | 532  | 17   | 45           | 0            | 113      | 3        | 690  | 19   |

## 榮譽

### 球员

#### 俱乐部
- 欧洲联盟杯冠军：1999
- 意大利杯冠军：1999、2002
- 意大利超级杯冠军：1999
- 西班牙足球甲级联赛冠军：2006-07、2007-08
- 西班牙超级杯冠军：2008

#### 国家队
U-21欧青赛冠军：1994、1996
世界杯足球赛冠军：2006

### 主教练

#### 天津权健
- 中国足球协会甲级联赛冠军：2016

#### 廣州恆大
- 中国足球超级联赛: 2019

### 个人荣誉
U-21欧青赛MVP：1996
欧锦赛最佳阵容：2000
意甲奥斯卡最佳后卫：2005、2006
意甲奥斯卡最佳球员：2006
意甲奥斯卡最佳本土球员：2006
世界杯银球奖：2006
世界杯最佳阵容：2006
欧洲金球奖：2006
世界足球先生：2006
世界最佳球员：2006
世界职业球员协会最佳阵容：2006、2007
中国足球协会超级联赛最佳教练员：2017

## 外部連結
- Fabio Cannavaro.ORG
- 簡拿華路官方網站 （页面存档备份，存于）